# 육군의무군수사령부
육군의무군수사령부(Army Medical Logistics Command (AMLC))는 미국 육군의 의료물자 감독 통제하는 기능사령부이다. 표어는 "Prepare, Deploy, Sustain".

## 역사
2019년 6월 1일, 의무연구물자사령부의 조직 개편으로 의무물자 기능이 분리되고, 의무연구개발사령부로 개명됨과 함께 미래사령부로 전속하였다. 그리고 분리된 의무물자 기능을 맡을 육군의무군수사령부가 메릴랜드주의 포트 데트릭에서 임시로 설립되었고, 준장 계급의 장관의 지휘를 받으며 육군과 합동군을 위한 의료물자의 적응성과 데이터 유지를 목적으로 10월 1일까지의 시범운영을 시작하였다. 육군의무군수사령부의 예정된 시험운영 종료일이 연말보다 빨리 마쳐져 사령부는 9월 17일에 정식 조직으로 승격되었다.
2019년 10월, 문장학기관으로부터 고유부대표창을 승인받았다.
2022년, 통합된 군수지원센터가 육군의무군수사령부 산하에 설립되었다.

## 조직 구조

### 지도부
- 사령관 1명 대령
- 주임원사 1명 CSM
- 본부 및 본부분견대 대장 1명 대위 / 소령
- 본부 및 본부분견대 선임부사관 상사 (군사)

### 부서
- 의료정비운영과(MMOD)
- Office of the Director→부서장실
- Readiness and Sustainment Directorate→대응 및 (유지 혹은 지원)부서
- Logistics and Technical Support Directorate→군수 및 기수지원부서
- Logistics Assistance Directorate→군수원조부서

### 소속 기관
- 본부 및 본부분견대
- 집적보고부대
  - 미국 육군 의무물자국 - 메릴랜드주 포트 데트릭
  - 미국 유럽 육군 의무군수처 (제30의무여단 운영통제) - 독일 카이저슬라우테른
  - 주한 미국 육군 의무군수처 (제65의무여단 운영통제) - 대한민국 경상북도 왜관읍 캠프 캐럴
- 통합된 군수지원센터(ILSC)
- 제6의무군수관리원(6th MLMC)

## 참고
1. 1 2  Lovelace Jr., Clifford .J. (2019년 11월 8일). “Army Medical Logistics Command receives distinctive unit insignia” (영어). Falls Church, VA. Military Health System. 2020년 10월 23일에 원본 문서에서 보존된 문서. 2020년 10월 15일에 확인함.
2. ↑  “Army Medical Logistics Command / Distinctive Unit Insignia” (미국 영어). The Institute of Heraldry.
3. ↑  Kimberly Hanson (2019년 6월 11일). “New command focuses on medical logistics” (영어). 2019년 12월 12일에 확인함.
4. ↑  C.J. Lovelace (2019년 9월 19일). “Army Activates New Medical Logistics Command” (영어). Army Medical Logistics Command Public Affairs. 2019년 12월 12일에 확인함.
5. ↑  “ALMC ILSC History”. 《Army Medical Logistics Command》 (미국 영어). 2025년 3월 26일에 확인함.
6. ↑  “Army Medical Logistics Command > About > Leadership” (미국 영어). 2025년 3월 25일에 확인함.